# Гончарук, Степан Илларионович
Степан Илларионович Гончарук (25 января 1925 года — 16 октября 2001 года) — старший вальцовщик трубопрокатного цеха Челябинского трубопрокатного завода Челябинского совнархоза. Герой Социалистического Труда.

## Биография
Родился 25 января 1925 года в селе Шамраево (ныне в Кировоградской области Украины) в крестьянской семье.
Окончил начальную сельскую школу, затем весной 1941 года поступил в школу фабрично-заводского обучения в городе Одесса. С началом Великой Отечественной войны эвакуирован в Донбасс, где начал работать на шахте. Через несколько месяцев эвакуирован в Сталинград, где работал на одном из заводов. Летом 1942 года снова эвакуирован на восток страны. В 1943 году Степан прибыл в Челябинск и принят на работу в Челябинский трубопрокатный завод, где освоил специальность вальцовщика.
С 1952 года инструктор-вальцовщик цеха № 1 и выдающийся специалист в профессии. Он возглавлял комсомольско-молодёжную бригаду цеха. Его бригада неоднократно побеждала в заводских соревнованиях. В 1957 году бригада досрочно выполнила план. 19 июля 1958 года указом Президиума Верховного Совета СССР за выдающиеся успехи в деле развития чёрной металлургии Степан Илларионович Гончарук присвоено звание Героя Социалистического Труда с вручением ордена Ленина и золотой медали «Серп и Молот».
В 1961 году без отрыва от производства окончил Челябинский механико-металлургический техникум. В 1978 году выработал пенсионный стаж на металлургическом производстве, но на пенсию не ушёл и начал работать мастером производственного обучения в Челябинском профессионально-техническом училище № 10. В 1983 году вышел на пенсию и жил в городе Челябинск.
Скончался 16 октября 2001 года.

## Награды
- Медаль «За трудовое отличие», 24 января 1950 года
- Медаль «За трудовую доблесть», 24 февраля 1954 года
- Орден Ленина, 19 июля 1958 года
- Медаль «Серп и Молот», 19 июля 1958 года
- Орден Трудового Красного Знамени, 19 февраля 1974 года

## Примечание
1. ↑  Гончарук Степан Илларионович. www.warheroes.ru. Дата обращения: 25 февраля 2020. Архивировано 30 декабря 2019 года.
2. ↑  Челябинская область. Энциклопедия. В 7 томах. www.encyclopedia.ru. Дата обращения: 25 февраля 2020. Архивировано 22 февраля 2020 года.